# Kabinet-Oberländer/Brandenstein
Het kabinet-Oberländer/Brandenstein regeerde van 17 april 1919 tot 1 mei 1920 over de Volksstaat Reuss (Volksstaat Reuß). Het was de eerste en enige kabinet van de Volksstaat Reuss. Deze Duitse deelstaat ging op 1 mei 1920 op in Vrijstaat Thüringen.

## Samenstelling
| Persoon                        | functie        | partij     |
| ------------------------------ | -------------- | ---------- |
| William Oberländer             | staatsminister | DDP        |
| Karl Freiherr von Brandenstein | staatsminister | partijloos |
| Emil Vetterlein                | staatsraad     | USPD       |
| Hermann Beyer                  | staatsraad     | USPD       |
| Paul Kiß                       | staatsraad     | USPD       |
| Hermann Drechsler              | staatsraad     | USPD       |
| Arthur Drechsler               | staatsraad     | USPD       |